# کالین گرینجر
کالین گرینجر (انگلیسی: Colin Grainger؛ ۱۰ ژوئن ۱۹۳۳ – ۱۹ ژوئن ۲۰۲۲) بازیکن فوتبال اهل کشور انگلستان بود که سابقهٔ بازی در تیم ملی فوتبال انگلستان را در کارنامهٔ خود دارد. وی در تاریخ ۹ مه ۱۹۵۶ نخستین بازی ملی خود را در مقابل تیم ملی فوتبال برزیل انجام داد و با حضور در ۷ بازی ملی، در ۶ آوریل ۱۹۵۷ واپسین بازی ملی‌اش را در برابر تیم ملی فوتبال اسکاتلند برگزار کرد. او توانسته در بازی‌های ملی سه گل به ثمر برساند.

## دوران کهولت و مرگ
پس از درگذشت همسرش در مارس ۲۰۲۰ به یک خانه مراقبت سالمندان در کیرکلیس نقل مکان کرد، حضور او در این مکان باعث شد که رهبر شورای محلی کیرکلیس اظهار داشت «وقتی شنیدم چنین اسطوره فوتبالی داریم که تحت مراقبت ماست، شگفت زده شدم». او در ۱۹ ژوئن ۲۰۲۲، نه روز پس از تولد ۸۹ سالگی‌اش درگذشت.